# Puchar Świata Juniorów w saneczkarstwie (tory naturalne) 2018/2019
Sezon 2018/2019 Pucharu Świata Juniorów w saneczkarstwie na torach naturalnych – 5. sezon w historii Pucharu Świata Juniorów w saneczkarstwie na torach naturalnych rozpoczął się 2 stycznia 2019 roku w austriackiej miejscowości Obdach-Winterleiten. Ostatnie zawody z tego cyklu zostały rozegrane 10 lutego 2019 roku na torze we włoskim Oberperfuss. Rozegrano cztery konkursy w czterech miejscowościach.
Podczas sezonu 2018/2019 odbyła się jedna ważna impreza w randze juniorów. To Mistrzostwa Europy Juniorów, które zostały rozegrane na torze, w austriackim Umhausen.
W klasyfikacji kobiet zwyciężyła Niemka Lisa Walch, u mężczyzn wygrał Austriak Fabian Achenrainer, a najlepsi w dwójkach okazali się Austriacy Fabian Achenrainer i Miguel Brugger.
W zawodach brali udział również reprezentanci Polski. W końcowej klasyfikacji wśród kobiet Julia Płowy była 10, a Klaudia Promny 11. Wśród mężczyzn Konrad Stano był 34, Szymon Majdak 36, a Oskar Malorny 53. W dwójkach para Oskar Malorny i Paweł Stano była 7, a Szymon Majdak i Paweł Stano była 9.

## Kalendarz zawodów Pucharu Świata
| Lp.                                    | Data                | Miejscowość         | Konkurencja      | 1 miejsce                                   | 2 miejsce                                      | 3 miejsce                                      |
| -------------------------------------- | ------------------- | ------------------- | ---------------- | ------------------------------------------- | ---------------------------------------------- | ---------------------------------------------- |
| 1. PŚ                                  | 2-3 stycznia 2019   | Obdach-Winterleiten | Jedynki kobiet   | Lisa Walch                                  | Daniela Mittermair                             | Nadine Staffler                                |
| 1. PŚ                                  | 2-3 stycznia 2019   | Obdach-Winterleiten | Jedynki mężczyzn | Florian Markt                               | Fabian Achenrainer                             | Florian Haselrieder                            |
| 1. PŚ                                  | 2-3 stycznia 2019   | Obdach-Winterleiten | Dwójki mężczyzn  | Austria Fabian Achenrainer · Miguel Brugger | Austria Maximilian Pichler · Matthias Pichler  | Rosja Kiriłł Krawczuk · Wiaczesław Kudriawczew |
| 2. PŚ                                  | 5–6 stycznia 2019   | Seiser Alm          | Jedynki kobiet   | Daniela Mittermair                          | Nadine Staffler                                | Lisa Walch                                     |
| 2. PŚ                                  | 5–6 stycznia 2019   | Seiser Alm          | Jedynki mężczyzn | Florian Markt                               | Fabian Achenrainer                             | Florian Haselrieder                            |
| 2. PŚ                                  | 5–6 stycznia 2019   | Seiser Alm          | Dwójki mężczyzn  | Austria Fabian Achenrainer · Miguel Brugger | Austria Maximilian Pichler · Matthias Pichler  | Niemcy Oliver Schiller · Simon Dietz           |
| 3. PŚ                                  | 19-20 stycznia 2019 | Laas                | Jedynki kobiet   | Nadine Staffler                             | Lisa Walch                                     | Daniela Mittermair                             |
| 3. PŚ                                  | 19-20 stycznia 2019 | Laas                | Jedynki mężczyzn | Fabian Achenrainer                          | Daniel Gruber                                  | Florian Haselrieder                            |
| 3. PŚ                                  | 19-20 stycznia 2019 | Laas                | Dwójki mężczyzn  | Austria Fabian Achenrainer · Miguel Brugger | Rosja Kiriłł Krawczuk · Wiaczesław Kudriawczew | Niemcy Oliver Schiller · Simon Dietz           |
| 4. PŚ                                  | 9-10 lutego 2019    | Oberperfuss         | Jedynki kobiet   | Lisa Walch                                  | Daniela Mittermair                             | Nadine Staffler                                |
| 4. PŚ                                  | 9-10 lutego 2019    | Oberperfuss         | Jedynki mężczyzn | Fabian Achenrainer                          | Daniel Gruber                                  | Florian Haselrieder                            |
| 4. PŚ                                  | 9-10 lutego 2019    | Oberperfuss         | Dwójki mężczyzn  | Austria Fabian Achenrainer · Miguel Brugger | Austria Maximilian Pichler · Matthias Pichler  | Ukraina Myrosław Lenko · Andrij Hirniak        |
| Mistrzostwa Europy Juniorów – Umhausen |                     |                     |                  |                                             |                                                |                                                |

## Klasyfikacje

### Jedynki kobiet
| Miejsce | Zawodniczka            | Reprezentacja | OB-WI | SEI | LAA | OBE | Punkty |
| ------- | ---------------------- | ------------- | ----- | --- | --- | --- | ------ |
| 1.      | Lisa Walch             | Niemcy        | 1.    | 3.  | 2.  | 1.  | 355    |
| 2.      | Daniela Mittermair     | Włochy        | 2.    | 1.  | 3.  | 2.  | 340    |
| 3.      | Nadine Staffler        | Włochy        | 3.    | 2.  | 1.  | 3.  | 325    |
| 4.      | Anastasia Ślusar       | Ukraina       | 4.    | 8.  | 5.  | 4.  | 217    |
| 5.      | Riccarda Rütz          | Austria       | 6.    | 4.  | 8.  | 5.  | 207    |
| 6.      | Lea Stangl             | Włochy        | 7.    | 5.  | 6.  | 6.  | 201    |
| 7.      | Vanessa Markt          | Austria       | 9.    | 6.  | 4.  | 7.  | 195    |
| 8.      | Manuela Rubatscher     | Włochy        | 5.    | 9.  | 9.  | 8.  | 175    |
| 9.      | Sarah Schiller         | Niemcy        | 10.   | 10. | 11. | 9.  | 145    |
| 10.     | Julia Płowy            | Polska        | 8.    | 7.  | 7.  | -   | 134    |
| 11.     | Klaudia Natalia Promny | Polska        | 12.   | 14. | 12. | 12. | 124    |

### Mężczyźni
| 1.    | Fabian Achenrainer   | Austria | 2.  | 2.  | 1.  | 1. | 370 |
| 2.    | Daniel Gruber        | Włochy  | 5.  | 4.  | 2.  | 2. | 285 |
| 3.    | Florian Haselrieder  | Włochy  | 3.  | 3.  | 3.  | 3. | 280 |
| 4.    | Florian Markt        | Austria | 1.  | 1.  | 4.  | -  | 260 |
| 5.    | Fabian Brunner       | Włochy  | 4.  | 6.  | 6.  | 4. | 220 |
| 6.    | Miguel Brugger       | Austria | 7.  | 7.  | 10. | 5. | 183 |
| 7.    | Oliver Schiller      | Niemcy  | 6.  | 8.  | 8.  | 8. | 176 |
| 8.    | Sebastian Feldhammer | Austria | 10. | 12. | 9.  | 6. | 157 |
| 9.    | Elias Gruber         | Włochy  | 8.  | 5.  | 5.  | -  | 152 |
| 10.   | Myrosław Lenko       | Ukraina | 9.  | 13. | 19. | 7. | 137 |
| . . . |                      |         |     |     |     |    |     |
| 34.   | Konrad Stano         | Polska  | 40. | 32. | 27. | -  | 24  |
| 36.   | Szymon Jan Majdak    | Polska  | 44. | 36. | 28. | –  | 19  |
| 53.   | Oskar Malorny        | Polska  | 43. | 48. | 41. | –  | 3   |

### Dwójki mężczyzn
| Miejsce | Zawodnicy                             | Reprezentacja | OB-WI | SEI | LAA | OBE | Punkty |
| ------- | ------------------------------------- | ------------- | ----- | --- | --- | --- | ------ |
| 1.      | Fabian Achenrainer Miguel Brugger     | Austria       | 1.    | 1.  | 1.  | 1.  | 400    |
| 2.      | Kiryłł Krawczuk Wiaczesław Kudriawcew | Rosja         | 3.    | 4.  | 2.  | 4.  | 275    |
| 3.      | Maximilian Pichler Matthias Pichler   | Austria       | 2.    | 2.  | -   | 2.  | 255    |
| 4.      | Oliver Schiller Simon Dietz           | Niemcy        | 5.    | 3.  | 3.  | 5.  | 250    |
| 5.      | Myrosław Łenko Iwan Łenko             | Ukraina       | 6.    | 5.  | 4.  | -   | 165    |
| 6.      | Bine Mekina Blaž Mekina               | Słowenia      | 4.    | –   | 5.  | 7.  | 161    |
| 7.      | Oskar Malorny Konrad Stano            | Polska        | 7.    | 6.  | –   | -   | 96     |
| 8.      | Myrosław Łenko Andrij Hirniak         | Ukraina       | –     | –   | 5.  | 6.  | 70     |
| 9.      | Szymon Majdak Konrad Stano            | Polska        | –     | –   | 6.  | -   | 50     |
| =       | Aleksiej Chabibułin Andriej Kałoszin  | Rosja         | -     | –   | –   | 6.  | 50     |